# Antigo Palace-Garage Hotel

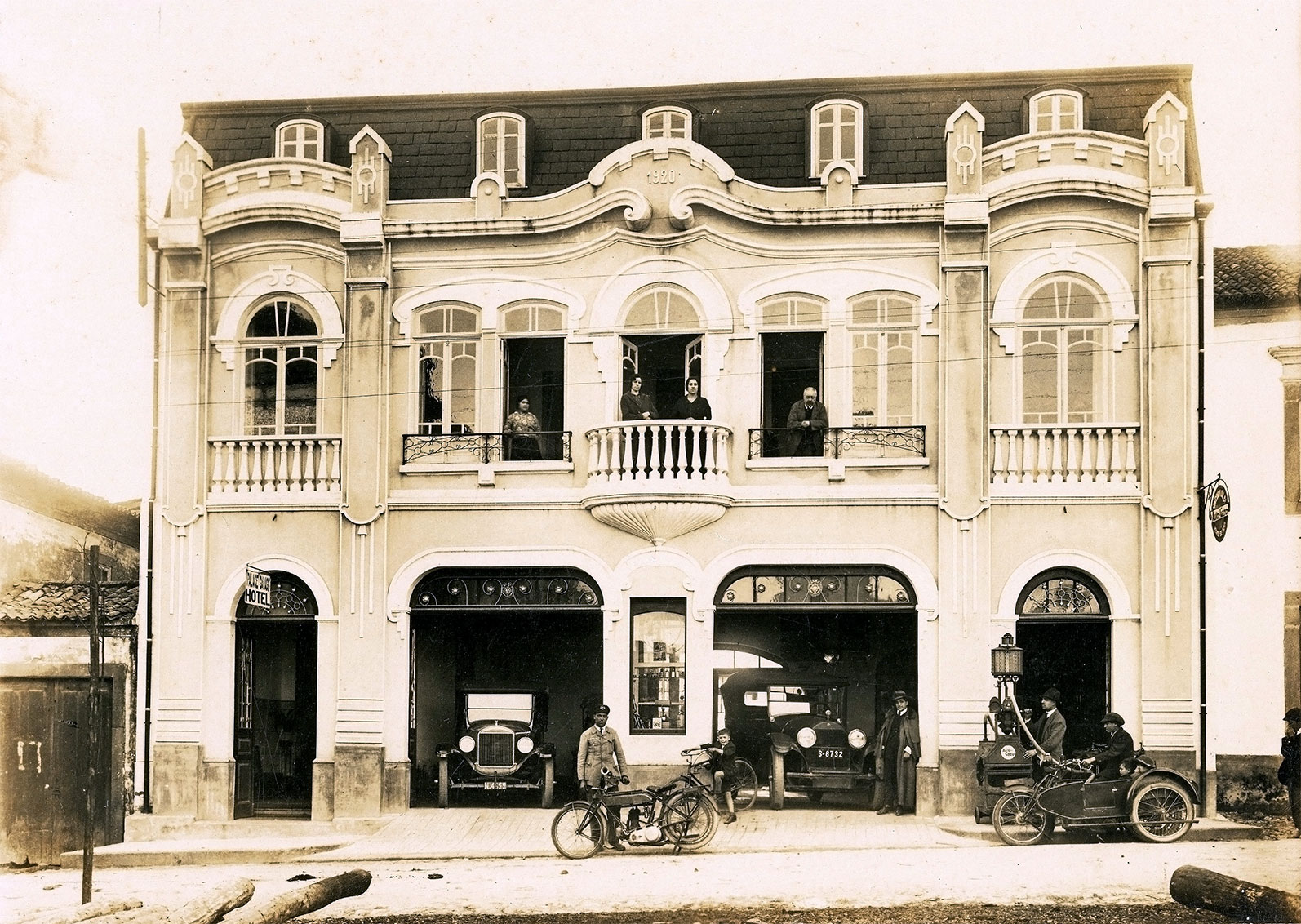
Antigo Palace-Garage Hotel

O Antigo Palace-Garage Hotel localizava-se na freguesia de Albergaria-a-Velha, concelho de mesmo nome, distrito de Aveiro, em Portugal.

## História
O edifício, em estilo Art Déco teve as funções de hotel, de garagem ("Garagem Vidal") e de quartel dos bombeiros.
Apesar do pedido de classificação ao poder público, ocorrido em 1999, o edifício "Antigo Palace-Garage Hotel" foi demolido.
O local onde outrora existiu, junto ao Castelo e Palacete da Boa Vista - Biblioteca Municipal de Albergaria-a-Velha, é actualmente um parque de estacionamento.